# The Fat of the Land
The Fat of the Land је албум денс/рејв групе The Prodigy. Албум је издат за XL Recordings 1. јула 1997.
Албум је изазвао мање контроверзе у Британији. Спот за сингл Firestarter наишао је на мање протесте због изгледа певача Кита Флинта, а неколико људи је оптужило спот Smack My Bitch Up за мизогинију, али бенд је тврдио да је то само пародија на гангста-реп. Ова песма је наишла на много већи отпор у Америци. Prodigy је имао доста простора на рок станицама које су пуштале њихову песму Smack My Bitch Up, чиме је она добијала све већи негативни публицитет. Time-Warner, њихов амерички партнер, осетио је шта се кува у Националној организацији жена (NOW) у вези са овом песмом. Иако су речи песме само понављање реченице "Change my pitch up, smack my bitch up", NOW је тврдила да су речи песме "...опасна и увредљива порука која охрабрује насиље према женама". Хаулет је одговорио на нападе тврдећи да су речи песме погрешно схваћене и да песма значи "радити нешто жестоко, као када си на сцени — када добијаш екстремно моћну енергију".
Албум је ушао у Гинисову књигу рекорда као најпродаванији УК албум у 1999. години и номинован за награду Греми.

## Списак песама
1. "Smack My Bitch Up" (L. Howlett, M. Smith, C. Miller, K. Thornton, T. Randolph) – 5:42
2. "Breathe" (L. Howlett, K. Flint, Maxim) – 5:35
3. "Diesel Power" (L. Howlett, K. Thornton) – 4:17
4. "Funky Shit" (L. Howlett) – 5:16
5. "Serial Thrilla" (L. Howlett, K. Flint, Skin, Arran) – 5:11
6. "Mindfields" (L. Howlett) – 5:40
7. "Narayan" (L. Howlett, C. Mills) – 9:05
8. "Firestarter" (L. Howlett, K. Flint, T. Horn, A. Dudley, J. Jeczalik, P. Morley, G. Langan, K. Deal) – 4:40
9. "Climbatize" (L. Howlett) – 6:36
10. "Fuel My Fire" (D.J. Sparks, Walsh, James, Knight) – 4:19

## Учесници на албуму
- Christian Ammann - Фотографија
- Shahin Bada - Вокал
- Jim Davies (Pitchshifter) - Гитара
- Keith Flint - Вокал
- Jake Holloway - Илустрације
- Liam Howlett - Продуцент, уметнички директор, миксовање
- Alex Jenkins - Уметнички директор, дизајн, фотографија
- Kool Keith - Вокал
- Maxim - Вокал
- Crispian Mills (Kula Shaker) - Вокал
- Neil McLellan - Аудио инжењер
- Pat Pope - Фотографија
- Saffron (Republica) - Вокал
- Alex Scaglia - Фотографија
- Lou Smith - Фотографија
- Terry Whittaker - Фотографија
- Konrad Wothe - Фотографија

## Место на топ-листама

### Албум
| 1997 | The Fat Of The Land | The Billboard 200   | No. 1 |
| 1997 | The Fat Of The Land | Top Canadian Albums | No. 1 |

### Синглови
| 1996 | Firestarter       | UK Singles Chart                   | No. 1  |
| 1996 | Breathe           | UK Singles Chart                   | No. 1  |
| 1997 | Smack My Bitch Up | UK Singles Chart                   | No. 8  |
| 1997 | Smack My Bitch Up | Canadian Singles Chart             | No. 12 |
| 1997 | Firestarter       | Hot Dance Music/Maxi-Singles Sales | No. 11 |
| 1997 | Smack My Bitch Up | Hot Dance Music/Maxi-Singles Sales | No. 19 |
| 1997 | Breathe           | Modern Rock Tracks                 | No. 18 |
| 1997 | Firestarter       | Modern Rock Tracks                 | No. 24 |
| 1997 | Firestarter       | The Billboard Hot 100              | No. 30 |

## Цитати и извори
1. ↑  Буквалан превод могао би да буде нешто попут "Појачај моју снагу, развали моју кучку".